# 寶塔詩
塔詩，又稱寶塔詩、階梯詩，或一字至七字诗，是由字數長短不等的詩句組成，通常相鄰兩具之間的字數相差一或二字。最少的一行可能只有一個字，最多者可為七字、十字甚至十五字以上。由於此類詩作上尖底宽，形如宝塔，故名寶塔詩。

## 分類
塔詩可以是單塔詩或雙塔詩，以每行的句數作區別。
寶塔詩又有順塔詩與倒塔詩之分，即后一句诗比前一句诗多一个字（或二字），另一種是倒塔詩，跟順塔詩相反，前一句诗比後一句诗多一个字（或二字）。若字數由少漸多，再由多漸少，則稱為「塔影倒映诗」。

## 舉隅
- 長慶四年，白居易分司東都洛陽，朝賢悉會興化池亭送別。酒酣之餘，白居易請每人賦一首一字至七字詩[1]。

　　　　　　　诗。

　　　　　绮美，瑰奇。

　　　　明月夜，落花时。

　　　能助欢笑，亦伤别离。

　　调清金石怨，吟苦鬼神悲。

　天下只应我爱，世间唯有君知。

自从都尉别苏句，便到司空送白辞。
- 韋式有〈竹〉詩

　　　　　　　竹。

　　　　　临池，似玉。

　　　　裛露静，和烟绿。

　　　抱节宁改，贞心自束。

　　渭曲偏种多，王家看不足。

　仙杖正惊龙化，美实当随凤熟。

唯愁吹作别离声，回首驾骖舞阵速。
- 元稹有〈茶〉詩(一字至七字詩·茶)

　　　　　　　茶。

　　　　　香葉，嫩芽。

　　　　慕詩客，愛僧家。

　　　碾雕白玉，羅織紅紗。

　　銚煎黃蕊色，碗轉麴塵花。

　夜後邀陪明月，晨前獨對朝霞。

洗盡古今人不倦，將知醉後豈堪誇。
- 吴敬梓《儒林外史》有單寶塔詩

　　　呆

　　 秀才

　　吃长斋

　 胡须满腮

　经书揭不开

 纸笔自己安排

明年不请我自来
- 王尔烈挖苦纪晓岚的倒塔詩：

一轮圆日照沙洲

 窝瓜葫芦油篓

　梳子不沾头

　 虱虮难留

　　滴溜溜

　　 净肉

　　　球
- 张籍的〈春水曲〉。

　　　　　阴阳

　　　　 天地大

　　　　黑白分明

　　　 傍早做人家

　　　为人易做人难

　　 你叽呱我也叽呱

　　穷不读书富不教学

　 读书造化不读书告化

　清明不拆絮到老不成器

 告化子遁走猢狲就没戏耍

要知未来路径须问过来人家

 罔活三千年不知天知地知

　有书不苦读不如睁眼瞎

　 黑眼乌珠难见白铜钱

　　男大当婚女大当嫁

　　 善恶到头终有报

　　　前船是后船涯

　　　 事上无难事

　　　　有德终发

　　　　 回味甜

　　　　　由他
- 胡適、魯迅、董必武、謝覺哉、冰心也寫過寶塔詩，胡適曾用英文寫過寶塔詩。

## 流行文化
2008年填詞人周耀輝與麥浚龍合作的大碟《Why》，寫出從一個字到十個字的歌名。
                  歪

                嘔吐

              連體嬰

            寫得太多

          我們的末日

        八陣圖與旅客

      靈魂從沒有秘密

    假使不可一起安息

  從此世界多了一分鐘

從桃花源竟踩到地雷陣